# Sztaniszlav Ivanov
Sztaniszlav Ivanov (cirill betűkkel: Станислав Иванов; Gabrovo, 1999. április 16. –) bolgár korosztályos válogatott labdarúgó, az Arda Kardzhali középpályása.

## Pályafutása

### Klubcsapatokban
Ivanov a bulgáriai Gabrovo városában született. Az ifjúsági pályafutását a helyi Jantra Gabrovo csapatában kezdte, majd a Levszki Szófia akadémiájánál folytatta.
2016-ban mutatkozott be a Levszki Szófia első osztályban szereplő felnőtt csapatában. 2021. január 1-jén hároméves szerződést kötött az észak-amerikai első osztályban szereplő Chicago Fire együttesével. Először a 2021. július 22-ei, DC United ellen 2–2-es döntetlennel zárult mérkőzés 75. percében, Przemysław Frankowski cseréjeként lépett pályára. Első gólját 2022. március 13-án, szintén a DC United ellen idegenben 2–0-ra megnyert találkozón szerezte meg. 2023. február 13-án visszatért Bulgáriába és az Arda Kardzhalinál folytatta a labdarúgást.

### A válogatottban
Ivanov az U17-es, az U19-es és az U21-es korosztályú válogatottakban is képviselte Bulgáriát.
2019-ben mutatkozott be az U21-es válogatottban. Először 2019. szeptember 5-én, Észtország ellen 4–0-ra megnyert U21-es EB-selejtezőn lépett pályára és egyben meg is szerezte első gólját a klub színeiben.

## Statisztikák
2023. április 5. szerint
| Klub           | Szezon   | Osztály    | Bajnokság | Bajnokság | Kupa  | Kupa | Nemzetközi | Nemzetközi | Összesen | Összesen |
| Klub           | Szezon   | Osztály    | Meccs     | Gól       | Meccs | Gól  | Meccs      | Gól        | Meccs    | Gól      |
| -------------- | -------- | ---------- | --------- | --------- | ----- | ---- | ---------- | ---------- | -------- | -------- |
| Levszki Szófia | 2015–16  | Parva Liga | 1         | 0         | 0     | 0    | —          | —          | 1        | 0        |
| Levszki Szófia | 2016–17  | Parva Liga | 13        | 0         | 0     | 0    | —          | —          | 13       | 0        |
| Levszki Szófia | 2017–18  | Parva Liga | 8         | 0         | 0     | 0    | —          | —          | 8        | 0        |
| Levszki Szófia | 2018–19  | Parva Liga | 17        | 2         | 1     | 2    | 1          | 0          | 19       | 4        |
| Levszki Szófia | 2019–20  | Parva Liga | 27        | 9         | 4     | 0    | 4          | 0          | 35       | 9        |
| Levszki Szófia | 2020–21  | Parva Liga | 11        | 1         | 0     | 0    | —          | —          | 11       | 1        |
| Levszki Szófia | Összesen | Összesen   | 77        | 12        | 5     | 2    | 5          | 0          | 87       | 14       |
| Chicago Fire   | 2021     | MLS        | 11        | 0         | 0     | 0    | —          | —          | 11       | 0        |
| Chicago Fire   | 2022     | MLS        | 15        | 1         | 1     | 0    | —          | —          | 16       | 1        |
| Chicago Fire   | Összesen | Összesen   | 26        | 1         | 1     | 0    | 0          | 0          | 27       | 1        |
| Arda Kardzhali | 2022–23  | Parva Liga | 5         | 1         | 1     | 0    | —          | —          | 6        | 1        |
| Összesen       | Összesen | Összesen   | 108       | 14        | 7     | 2    | 5          | 0          | 120      | 16       |

## Sikerei, díjai
Levszki Szófia
- Bolgár Kupa
  - Döntős (1): 2017–18